# Вест-Брансвік Тауншип (округ Скайлкілл, Пенсільванія)
Вест-Брансвік Тауншип (англ. West Brunswick Township) — селище (англ. township) в США, в окрузі Скайлкілл штату Пенсільванія. Населення — 3278 осіб (2020).

## Демографія
Згідно з переписом 2010 року, у селищі мешкало 3327 осіб у 1420 домогосподарствах у складі 959 родин. Було 1524 помешкання
Расовий склад населення:
| - 97,2 % — білих - 1,3 % — азіатів - 0,4 % — чорних або афроамериканців - 0,1 % — вихідців з тихоокеанських островів |

До двох чи більше рас належало 1,0 %. Частка іспаномовних становила 0,7 % від усіх жителів.
За віковим діапазоном населення розподілялося таким чином: 19,3 % — особи молодші 18 років, 60,9 % — особи у віці 18—64 років, 19,8 % — особи у віці 65 років та старші. Медіана віку мешканця становила 48,1 року. На 100 осіб жіночої статі у селищі припадало 94,0 чоловіків;  на 100 жінок у віці від 18 років та старших — 93,5 чоловіків також старших 18 років.
Середній дохід на одне домашнє господарство  становив 71 995 доларів США (медіана — 51 607), а середній дохід на одну сім'ю — 90 111 долар (медіана — 80 897). Медіана доходів становила 60 278 доларів для чоловіків та 50 379 доларів для жінок. За межею бідності перебувало 7,3 % осіб, у тому числі 0,0 % дітей у віці до 18 років та 14,2 % осіб у віці 65 років та старших.
Цивільне працевлаштоване населення становило 1649 осіб. Основні галузі зайнятості: освіта, охорона здоров'я та соціальна допомога — 28,2 %, виробництво — 16,4 %, роздрібна торгівля — 10,9 %, науковці, спеціалісти, менеджери — 10,7 %.